# Виборча система

Карта виборчих систем за країною, as of 2012.
Система відносної більшості
Система абсолютної більшості
Рейтингове голосування
Система бонусу більшості
Голосування блоком
Голосування партійним блоком
Система єдиного неперехідного голосу
Кумулятивне голосування
Метод Борда
Голосування за партійними списками
Система єдиного перехідного голосу
Змішана виборча система
Паралельне голосування

Ви́борча систе́ма — сукупність правил і законів, що забезпечують певний тип організації влади, участь суспільства у формуванні державних, представницьких, законодавчих, судових і виконавчих органів, вираження волі тієї частини населення, яка за законодавством вважається достатньою для визначення результатів виборів легітимними. Виборча система є одним з центральних та ключових елементів виборчого права. Саме від неї залежить формат проведення виборів, а також їх результат. 
Існує три розуміння цього поняття:
- Вузьке;
- Нормативно-правове;
- Широке.

Вони не заперечують одне одного, а розглядають з різних боків.
1. Виборча система — спосіб переведення голосів виборців в мандати депутатів та владні посади.(2 способи: мажоритарний та пропорційний).
2.  Виборча система — порядок формування виборних органів держави, спосіб, у який розподіляються депутатські мандати.
3. Виборча система — сукупність суспільних взаємовідносин, взаємодій, процесів, інститутів, цінностей, норм, які обумовлюють формування виборних органів держави.
Виборча система — це порядок формування виборних органів держави та органів місцевого управління (самоврядування) на основі Конституції та законів. Розрізняють такі виборчі системи: мажоритарна, пропорційна, змішана.

## Види виборчих систем
У світі існують сотні різновидів виборчих систем. Проте для спрощення розуміння їх поділяють на три загальні сім'ї, серед яких виокремлюють дев'ять найбільш поширених підсімей:
- I. мажоритарні системи (використовують 114 незалежних держав та напівавтономних територій з-поміж 211 або 55 % від загальної кількості)
  - 1. голосування за принципом відносної більшості (англ. First Past the Post, FPTP) — застосовують 32 % від загальної кількості (68 з 211 країн), зокрема, США, Індія
  - 2. представницьке голосування (англ. Block Vote, BV) — 6 % від загальної кількості (13 країн)
  - 3. альтернативне голосування (англ. Alternative Vote, AV) — 2 країни (Австралія, Науру)
  - 4. система голосування у два тури (англ. Two-Round System, TRS) — 15 % від загальної кількості
  - 5. голосування за партійний блок (англ. Party Block Vote, PBV)
- II. напівпропорційні системи (22 країни або 10 % від загальної кількості)
  - 6. паралельні системи (англ. Parallel System, PS) — 9 % від загальної кількості
  - 7. голосування за змішаною системою (англ. Mixed Member Proportional, MMP) — 3 % від загальної кількості (7 країн)
- III. пропорційні системи (75 країн або 35 % від загальної кількості)
  - 8. голосування за партійними списками (англ. List PR) — 32 % від загальної кількості, зокрема, Індонезія, більшість країн Західної Європи, Латинської Америки і третини Африки
  - 9. система єдиного перехідного голосу (англ. Single Transferable Vote, STV) — 2 країни (Ірландія, Мальта)

## Система єдиного перехідного голосу
Система єдиного перехідного голосу (single transferable vote — STV) є виборчою системою квотно-преференційного голосування, мета якої полягає в тому, щоб мінімізувати втрату голосів виборців і забезпечити пропорційне представництво всіх груп населення, при якій виборці голосують за окремих кандидатів, а не партійні списки. Це досягається у багатомандатних округах шляхом передавання надлишкових голосів від кандидатів, які вже здобули мандат, до інших, також обраних виборцями.
Процедура голосування
1. Виборець відмічає порядок переваги своїх кандидатів, ставлячи цифру навпроти прізвища в єдиному ординарному бюлетені.
2. Після завершення голосування обраховується квота, що визначає необхідний мінімум голосів, потрібних для отримання мандату (квота Друпа, квота Гаґенбаха-Бішофа).
3. Голоси, які виявилися зайвими для кандидатів, що виконали квоту, переходять до тих, кому виборці віддали свої другі позначки; при цьому зі списку викреслюються кандитати з найменшою кількістю голосів. Голос передається тільки тим кандидатам, котрих обрав сам виборець.

## Мажоритарна система

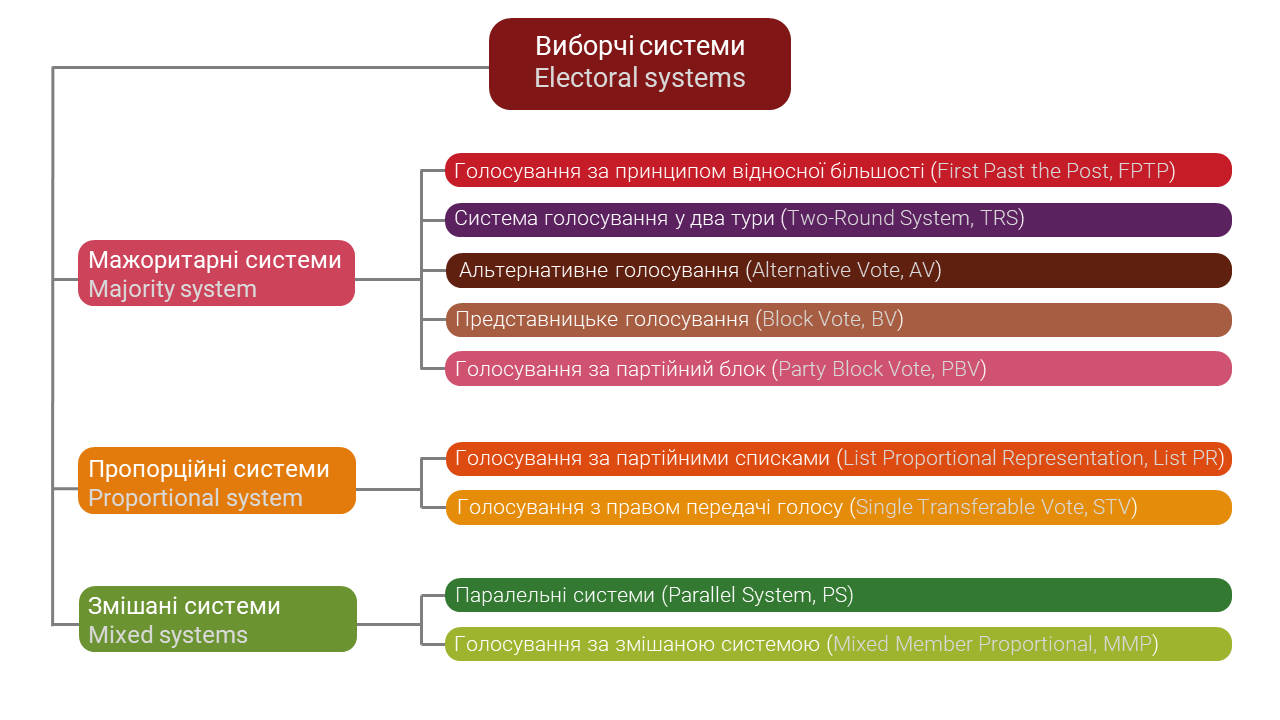

Мажоритарна система (фр. majorité — більшість) — система визначення результатів виборів, завдяки якій депутатські мандати (один або кілька) отримують тільки ті кандидати, які отримали встановлену законом більшість голосів, а усі інші кандидати вважаються не обраними.
Мажоритарні системи можуть бути: а) відносної більшості (обраним вважається депутат, який отримав найбільшу кількість голосів виборців, що взяли участь у голосуванні, а у випадку рівності голосів питання вирішується шляхом жеребкування або проведенням повторних виборів (більшість країн світу);
б) абсолютної більшості (обраним вважається депутат, за якого проголосувало більше половини виборців, що прийшли на вибори, тобто 50 % + 1 голос. У разі, якщо жоден кандидат не набрав необхідної кількості голосів, організовуються повторні вибори, в яких беруть участь 2 кандидати, що набрали найбільшу кількість голосів (Франція, вибори Палати представників Австралії);
в) мажоритарна система кваліфікованої більшості (обраним вважається кандидат або список, який отримав певну кваліфіковану більшість голосів виборців, яка є більшою за абсолютну (2/3, ¾). Така система зустрічається дуже рідко через її низьку результативність. Застосовується у Чилі, до 1993 року в Італії при виборах Сенату.

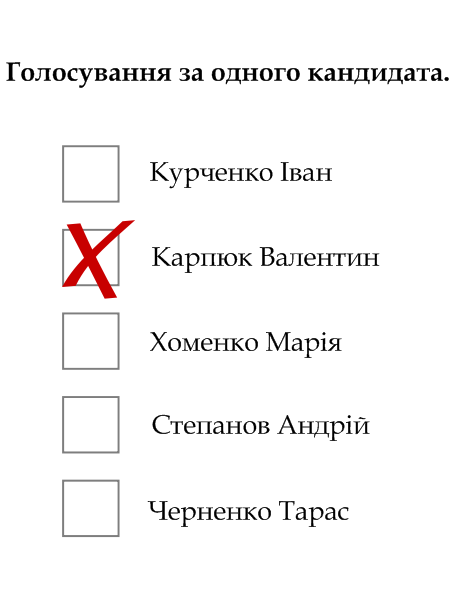
Вид мажоритарної виборчої системи, за якої голосування проводиться в 1 тур, і виборець має право віддати свій голос лише за одного кандидата. Перемагає один кандидат з округу.

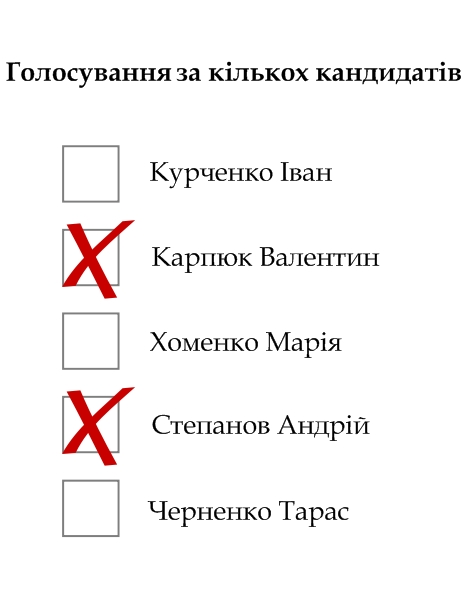
Вид мажоритарної виборчої системи, за якої голосування проводиться в 1 тур, і виборець має право віддати свій голос за кількох кандидатів. Перемагає кілька кандидатів з округу.

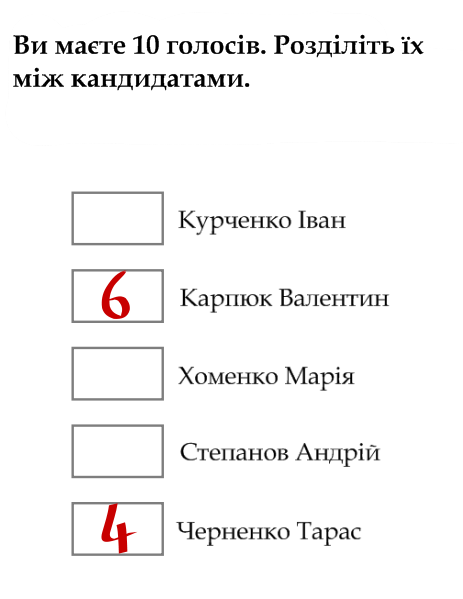
Вид мажоритарної виборчої системи, за якої голосування проводиться в 1 тур, і виборець має право розділити дані йому голоси між кількома кандидатами. Перемагає кілька кандидатів з округу.

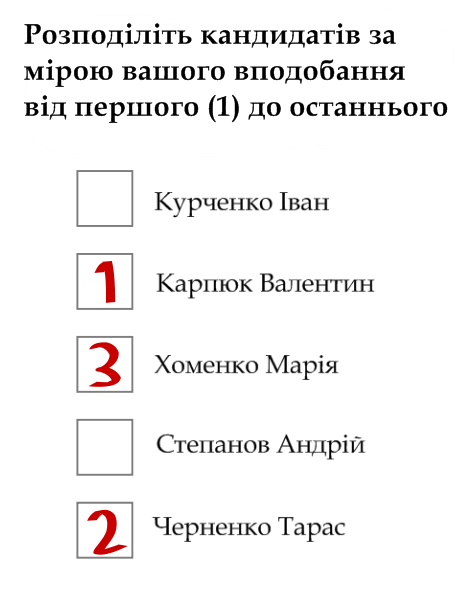
Вид мажоритарної виборчої системи, за якої голосування проводиться в 1 тур, і виборець має право поставити кандидатів за мірою свого вподобання. Перемагає кілька кандидатів з округу.

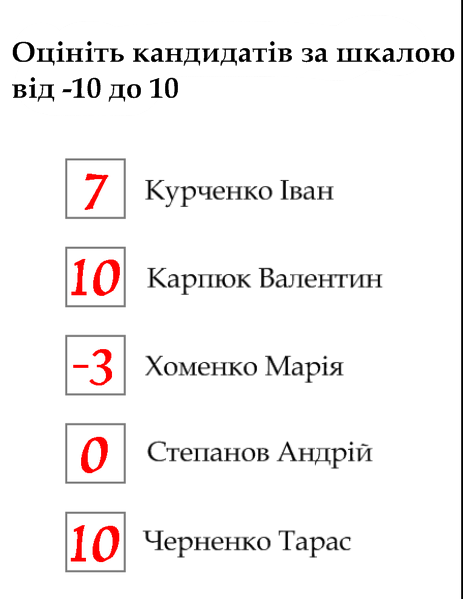
Вид мажоритарної виборчої системи, за якої голосування проводиться в 1 тур, і виборець має право оцінити кожного кандидата окремо. Перемагає кілька кандидатів з округу.

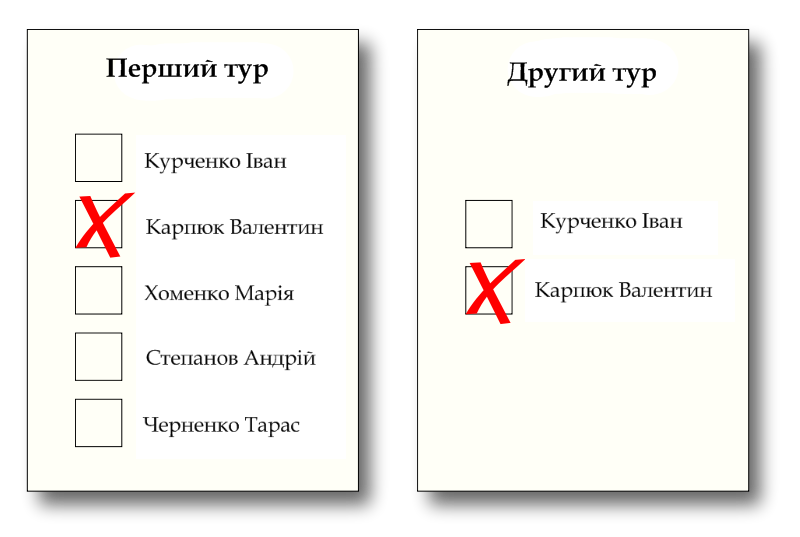
Вид мажоритарної виборчої системи, за якої голосування проводиться у 2 тури, і виборець має право віддати свій голос лише за одного кандидата. До другого туру виходить 2 кандидати, перемагає один кандидат з округу.

## Пропорційна система

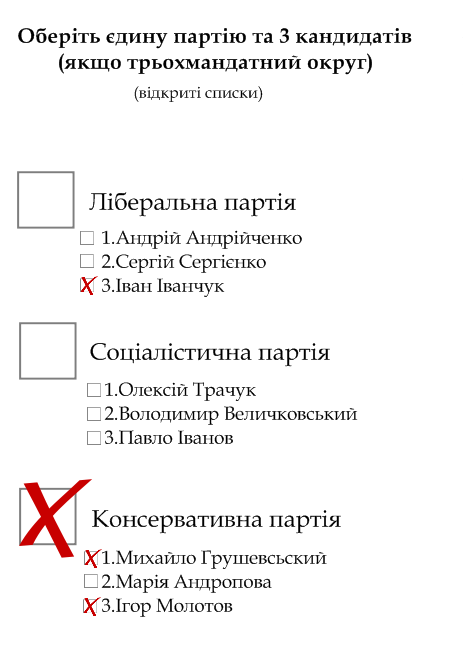
Виборча система, за якої виборець обирає партію та окремих кандидатів, які будуть її представляти.

Пропорційна система (лат. proportio — співрозмірність) — система визначення результатів виборів, при якій депутатські мандати розподіляються між партіями пропорційно кількості поданих за них голосів виборців у багатомандатному окрузі. Тобто чим більший відсоток голосів отримала партія на виборах, тим більший відсоток депутатів вона буде мати у парламенті.

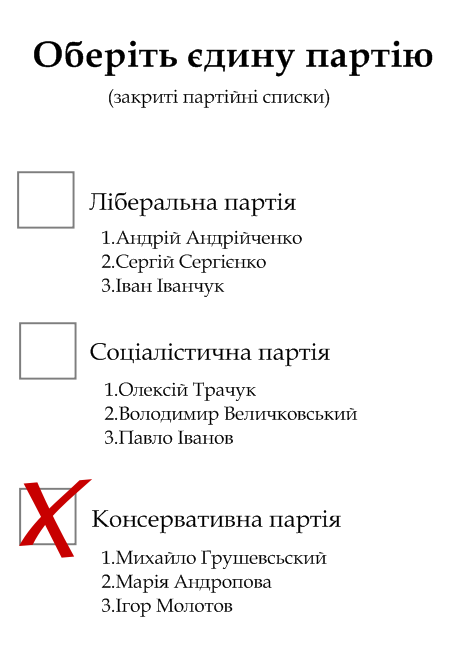
Виборча система, за якої виборець обирає лише партію.

За впливом виборців на розташування кандидатів у списку для голосування розрізняють пропорційні системи: а) з жорсткими списками; б) з преференціями; в) з напівжорсткими списками. При застосуванні жорстких списків виборець голосує за список партії в цілому. У виборчому бюлетені вказуються тільки назви партій, певна кількість перших кандидатів за партійним списком (Іспанія, Ізраїль, Україна). Система преференцій (лат. praeferre — перевага) надає можливість виборцю голосувати не лише за конкретну партію, а й робити помітку навпроти номера того кандидата від цієї партії, якому він віддає свій голос (Фінляндія, Бельгія, Нідерланди). Система напівжорстких списків передбачає можливість голосування як за списком у цілому, так і визначати преференції, помітивши або вписавши прізвища одного чи кількох кандидатів (Швейцарія, Австрія, Італія).

## Змішана система
Змішана система — система визначення результатів виборів, яка передбачає поєднання у собі елементів мажоритарної та пропорційної систем. Використовується у понад 20 країнах світу.
Одним із найпоширеніших варіантів змішаної системи є рівне комбінування, що передбачає обрання половини депутатів мажоритарним шляхом, а іншої — пропорційним. Так обираються парламенти ФРН, Литви, Болгарії, Грузії, України. Але існують й інші: а) система з єдиним голосом (у багатомандатному окрузі виборець голосує лише за одного кандидата, а не за список); б) система з обмеженим голосуванням (виборці мають право обирати кількох кандидатів з одного бюлетеня, але їх має бути менше ніж кількість місць для заповнення (вибори в Україні до обласних рад); в) кумулятивна система (виборець має стільки голосів, скільки мандатів у окрузі, і він може їх поділили між усіма кандидатами, а може віддати всі свої голоси одному кандидату).
Сильна (слабка) виборча система. Термін, який Сарторі та Шугарт використовують для класифікації виборчих систем. Обидва автори застосовували критерій оцінки впливу виборчої системи на виборців. Слабка виборча система не застосовує спеціальних елементів збільшення диспропорції в процесі боротьби за депутатські мандати, сильна — їх використовує. «Сильні» системи застосовують маніпуляційний вплив на виборців, а також на перебіг та характер міжпартійної конкуренції. У результаті уможливлюють стабілізацію «сильнішої» версії партійного керівництва. Мажоритарна виборча система є прикладом «сильних» виборчих систем.